# Cahore Marshes SPA
Cahore Marshes SPA este o arie protejată (arie de protecție specială avifaunistică — SPA) din Irlanda întinsă pe o suprafață de 191,52 ha, integral pe uscat.

## Localizare
Centrul sitului Cahore Marshes SPA este situat la coordonatele 52°32′28″N 6°13′09″W / 52.54108°N 6.219089°V.

## Înființare
Situl Cahore Marshes SPA a fost declarat arie de protecție specială avifaunistică în august 2010 pentru a proteja 12 specii de animale.

## Biodiversitate
Situată în ecoregiunea atlantică, aria protejată nu include niciun habitat protejat.
La baza desemnării sitului se află mai multe specii protejate de  păsări (12): rață lingurar (Anas clypeata), rață pitică (Anas crecca), rață fluierătoare (Anas penelope), rață mare (Anas platyrhynchos), Anser albifrons flavirostris, Cygnus columbianus bewickii, lebădă de iarnă (Cygnus cygnus), pescăruș râzător (Larus ridibundus), culic mare (Numenius arquata), ploier auriu (Pluvialis apricaria), călifar alb (Tadorna tadorna), nagâț (Vanellus vanellus).
Pe lângă speciile protejate, pe teritoriul sitului au mai fost identificate 2 specii de plante.